# Motalabron
Motalabron är namnet på den landsvägsbro i nord-sydlig riktning över Motalaviken, det vill säga den del av sjön Vättern som går in mot Motala och som på det smalaste stället heter Skepparpinan. Med brons tillkomst fick riksväg 50 från 9 oktober 2013 en ny sträckning genom Motala. På bron finns  även en gång- och cykelväg. Bron är en högbro, vilket tillåter båttrafiken på Göta kanal att passera under den.
Den andra stora broanläggningen längs Vätterns östra sida och riksväg 50 är de norrut belägna Hammarsbroarna (invigda 1994) i Askersunds kommun.

## Motalabron – en del av ett större infrastrukturprojekt
Brobygget var ett led i en större omläggning av riksväg 50, som numera går via Skänninge innan vägen når E4:an vid Mjölby. Tidigare gick riksväg 50 via Vadstena för att utmynna i E4:an vid Ödeshög. Väg- och brobygget ingick i ett större infrastrukturprojekt (BanaVäg Motala-Mjölby) som även omfattade järnvägen i nord-sydlig riktning, som ersatte det tidigare enkelspåret mellan Motala och Mjölby med ett dubbelspår. Motalabron och den övriga delen av infrastruktursatsningen invigdes den 9 oktober 2013 av kung Carl XVI Gustaf vid en ceremoni i Motala.

## Brons höjd och färg
Bron har en segelfri höjd på 22,5 meter. Total höjd över vattenytan är 27 meter. Bron är byggd i stål och betong med en totalvikt på 25–30 000 ton. Brobygget påbörjades i juni 2010. Motalabron har samma mörkröda färg som Golden Gate-bron i San Francisco. Kvällstid lyses bron upp av inbyggda lampor.

## Brons längd

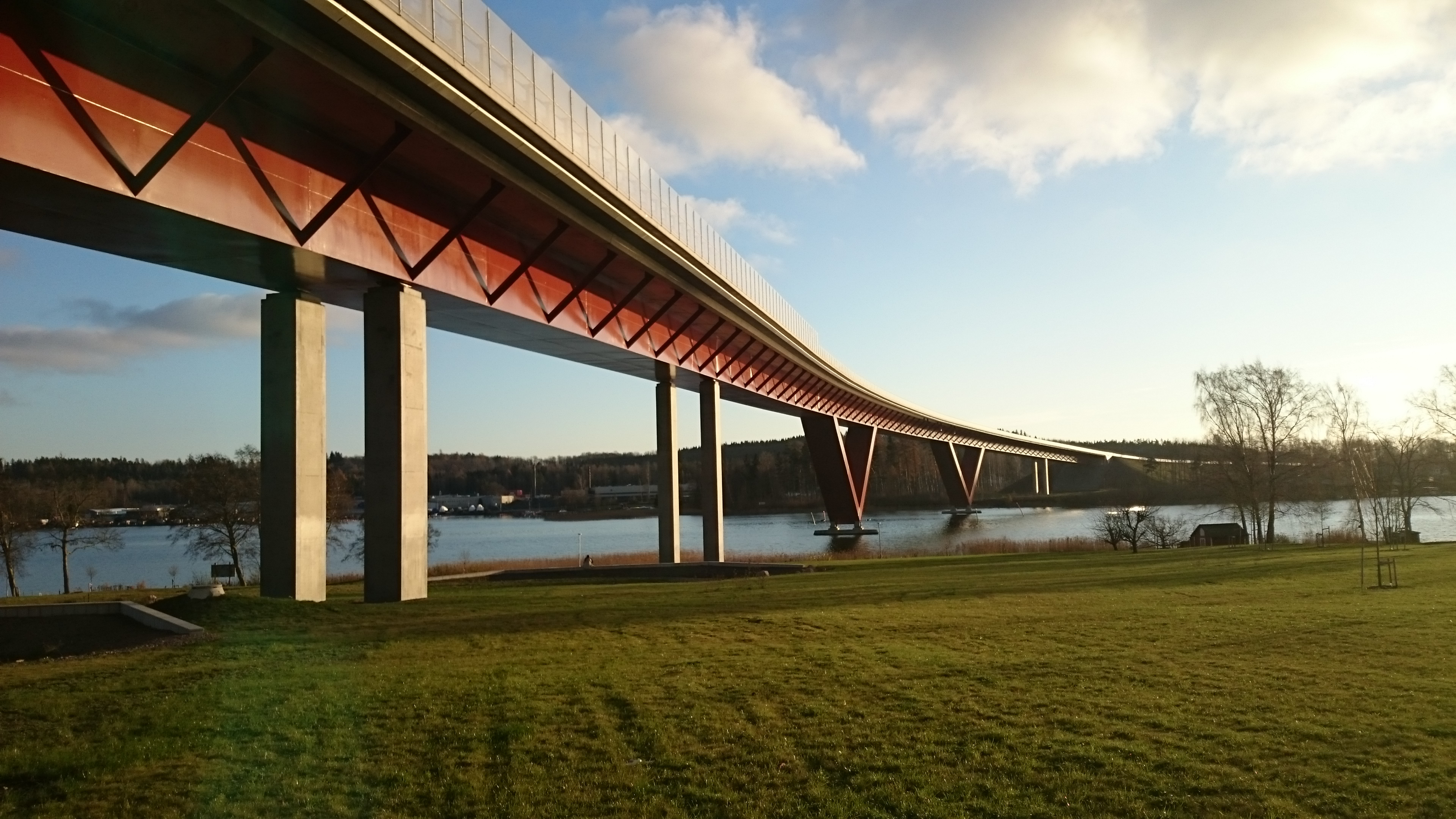
Motalabron 22 november 2014

Bron är 600 meter mellan övergångskonstruktionerna (de som rör sig när temperaturen varierar och som man märker när man kör över bron) och 620 meter med stödmurarna inräknade. Den förstnämnda längden anges på en skylt vid brofästet, men den senare är den officiella längden.

## Broavgift
Precis som vad gäller den ungefär samtidigt färdigställda Sundsvallsbron får såväl privatbilister som den tunga trafiken betala en avgift vid passage över bron. I båda fallen har kommunerna agerat för att slippa broavgiften. För Motalas del resulterade ansträngningarna i att avgiften inte blev så hög som ursprungligen var tänkt. Avgiften för överfart (enkel tur) blev 5 kronor för personbilar (istället för 10 kronor) och 11 kronor för lastbilar (istället för 100 kronor)  Å andra sidan tas broavgiften ut under en period av 42 år mot de 25 år som planerats från början. Broavgiften började tas ut från 1 februari 2015. Fram till dess var överfart avgiftsfri.